# Stegenagapanthia albovittata
Stegenagapanthia albovittata är en skalbaggsart som beskrevs av Maurice Pic 1924. Stegenagapanthia albovittata ingår i släktet Stegenagapanthia och familjen långhorningar.
Artens utbredningsområde är Laos. Inga underarter finns listade i Catalogue of Life.